# Португеса
Португеса (шп. Estado Portuguesa), једна је од 23 државе у Боливарској Републици Венецуели. Главни и највећи град је Гванаре. Ова савезна држава покрива укупну површину од 15.200 км ² и има 942.555 становника (2011).

## Флора и фауна
Доминантна вегетација у Португеси је савана, али има и шума дуж речних токова, те густих шума у подножју Анда. Експолоатација дрвене грађе (патуљасти храст, махагонија, тиковина, еукалиптус и бор) су главни извор прихода у држави. Од животиња, присутни су медведи, јагуари, (обе врсте су угрожене), армадило, папагаји, опосуми, мајмуни дрекавци, јелени, оцелоти, пуме и јужне тамандуе. Постоје птице попут ћубастих курасова, колибри, велике питанге и кардинали. Један од највећих врста мољаца у свету може се овде наћи.

## Галерија
- Плажа Медина у Сукреу
- Плажа Кумана